# Reiner Joseph Esser
Reiner Joseph Esser (* 21. Dezember 1747 in Garzweiler; † 6. Juni 1834 in Arnsberg) war Verwaltungsjurist in kurkölnischen, hessen-darmstädtischen und später preußischen Diensten und zuletzt Regierungsrat und Dirigent der Liquidationskommission in Arnsberg.

## Leben
Nach dem Besuch des Gymnasiums in Bedburg und Abschluss am Montanergymnasium in Köln studierte er Rechtswissenschaften. Danach wurde er  Advokat und trat 1771 in den kurkölnischen Staatsdienst. Zunächst war er im Büro der kurkölnischen Lotterie tätig. Kurze Zeit später wurde er Sekretär an der von Kurfürst Maximilian Friedrich gegründeten Akademie, aus der später die Universität Bonn hervorging. Im Jahr 1782 wurde er Rendant und 1783 Rentmeister der Einrichtung mit dem Titel eines geheimen Sekretärs. Von Kurfürst Maximilian Franz wurde er zum 1784 zum Konferenzsekretär der neu eingerichteten Ministerialkonferenz berufen. Auf Grund seiner Bildung wurde Esser auch zum Hofbibliothekar ernannt. Nach der offiziellen Gründung der Universität Bonn 1786 wurde er Syndikus der Hochschule. Des Weiteren wurde er 1792 Revisor der Kameralbuchhaltung mit dem Titel eines wirklichen Hofkammerrates.
Nach der Besetzung des linksrheinischen Territoriums des Kurstaates 1794 durch die Franzosen ging er mit der Hofkammer nach Brilon im Herzogtum Westfalen. Nachdem das Herzogtum 1802 an Hessen-Kassel gefallen war, trat Esser in hessische Dienste ein. Er arbeitete an der Rentkammer und dem Forstkolleg in Arnsberg. Mit dem Übergang des Landes an Preußen im Jahr 1816 wechselte Esser in preußische Dienste und war zuletzt Regierungsrat und Dirigent der Liquidationskommission in Arnsberg. 1826 verlieh ihm der König den Roten Adlerorden 3. Klasse.
In Arnsberg erwarb und bewohnte er den Dückerschen Hof. Er hatte zwei Söhne, die ebenfalls in den preußischen Staatsdienst eintraten. Er war Urgroßvater großmütterlicherseits des „Tycoons von Kamerun“ Max Esser.